# Antýgl
Antýgl (německy Antigelhof) je usedlost na Šumavě, v údolí řeky Vydry, nedaleko ústí Hamerského potoka. Nachází se asi 4 km jihovýchodně od Srní – v jeho místní části Vchynice-Tetov I. Bývalý královácký dvorec tvoří skupina roubených i zděných stavení se šindelovými střechami. Tato rázovitá horská usedlost s charakteristickou zvoničkou pocházející z 18. století je ukázkou jednoho z typických šumavských samotových celků v jakých dříve Králováci bydleli. Antýgl je zapsán v Ústředním seznamu kulturních památek ČR.

## Historie
Antýgl se prvně připomíná roku 1500, kdy patřil ke Královácké rychtě ve Stodůlkách. Své jméno osada dostala z dob založení sklárny, kdy tu stávala pec na tavení o jedné pánvi, německy „ein Tiegel“, a proto český převzatý název Antýgl. V roce 1523 zde založil vůbec první sklářskou huť na území Stodůlecké rychty sklář Hans Fuchs ze Svojše, který statek Dolní Antýgl získal 21. srpna 1523 od jistého Jandeleho ze Lčovic u Vimperka. Kolem roku 1600 se huť dostala koupí do vlastnictví Georga Zmuta (= Schmieda). V 18. století se v huti vyrábělo duté sklo a pateříky. V roce 1785 je doloženo, že sklářskou huť vlastnila rodina Eisnerů. V roce 1818 byla tavicí pec vyhašena  a celý lesní majetek připadl městu Kašperské Hory. Po zániku sklárny selský statek s kovárnou na výrobu hřebíků získala rodina Pauknerů. Pauknerovi pak začali někdy po roce 1859 na Antýglu provozovat ubytovací hostinec. Při sčítání lidu z prosince 1910 se k bydlišti ve dvorci hlásilo 8 osob. Dle sčítání lidu z 2. prosince 1930 žily na Antýglu ve dvou domech dvě rodiny s šestnácti členy. V roce 1945 vlastnila hospodářské a obytné stavení Anna Pauknerová a v držení Pauknerů zůstal Antýgl až do odsunu v roce 1946. V roce 1964 koupil zchátralý dvorec podnik Svazarm, který jej po opravě do původního stylu začal využívat jako ubytovací zařízení s autokempem pro 30 vozidel (120 osob). V osmdesátých letech 20. století dosahovala návštěvnost za letní sezónu asi 5-7 tisíc osob. 

## Stavební vývoj
Pro interpretaci stavebního vývoje a proměn staveb před 20. stoletím nejsou doložena žádná zobrazení nebo popisy. K roku 2022 nebylo na Antýglu provedeno dendrochronologického datování dřeva, bez kterého nelze určit přesnou dobu skácení trámů. Národní památkový ústav určuje dobu výstavby dnešního dvorce do 18. století.
V Okresním archivu v Klatovech je uložen plán datovaný 20. březnem 1925. Na stavebním plánu stavebníka Franze Pauknera je zachycen návrh přístavby severního hostinského křídla s dřevěnou sloupovou konstrukcí. V západní rovině střechy přístavby byly tři sedlové vikýře, potvrzené i na dobových fotografiích. Tímto plánem je vznik severního křídla čp. 98 datován do poloviny dvacátých let. Východní křídlo objektu s dnešní umývárnou bylo pravděpodobně dřevěné, jak se ostatně jeví i na fotografiích ze začátku století. Hospodářský prostor byl rozdělen na dvě části, chlév a průjezdnou kůlnu s vraty v protilehlých stěnách. U jižní fasády byl před hospodářskou část předsazen drobný přístavek.
V květnu 1964 byly architektem V. Vítem z lidového stavebního družstva Stavba Praha vypracovány plány přestavby dvorce na autokemp. Místo na málo využívané silnici mezi Srním a Modravou nabízelo příhodný terén v blízkosti říčky Vydry. Hlavní zázemí autokempu plánoval Svazarm umístit do stávajících staveb dvorce. Hlavní ubytovací stavbou kempu mělo být čp. 98. V něm byla navržena společenská místnost/jídelna, klubovna vybavená dle pokynu památkářů ve starém šumavském slohu, přípravna jídla vybavená čtyřmi vařiči, pracovním pultem, dřezy a dalším potřebným mobiliářem. Padacími dveřmi měl být přístupný i sklep pod přípravnou. V objektu měl být dále umístěn byt správce o kuchyni a jednom pokoji. Ze stáje na východní straně měly dle zdravotní směrnice vzniknout hygienická zázemí pro celý kemp, v podkroví byl umístěn kulturní koutek, pět pokojů a společné noclehárny.
Ve vedlejším čp. 97 bylo ve třech místnostech plánováno umístění prodejny do které měla být zavedena tekoucí voda. Druhou část budovy měla tvořit společná předsíň a 3 pokoje. Stodola měla po stavebních úpravách sloužit jako dílna pro nouzové opravy automobilů. Krajské středisko státní památkové péče označilo za  památkovou hodnotu areálu jeho urbanistickou kompozici v horské krajině a zachovalý původní hospodářský dům s věžičkou. Za nevhodné bylo památkovou péčí považováno navržené parkoviště.
V roce 1979 byl předložen projekt novostavby sociálního zázemí na místě stržených suchých záchodů. Novostavba rozdělená na tři části – prádelnu a sociální zázemí pro muže a ženy – byla z vnější strany upravena do podobného architektonického stylu jako královácký dvorec.

25. července 1986 udělilo ministerstvo kultury ČSR na základě vyjádření orgánů památkové péče souhlas s rekonstrukcí a přístavbou stodoly, která měla být protažena přístavbou východním směrem. Nově vybudovaná recepce měla obvodové zdivo z pórobetonových tvárnic. Kromě nového provozu recepce bylo v přístavbě stodoly vybudováno zázemí pro personál s toaletou a koupelnou, v patře pak pokoje. Stavební povolení bylo vydáno 21. května 1987 a ke kolaudaci došlo v prosinci 1988.

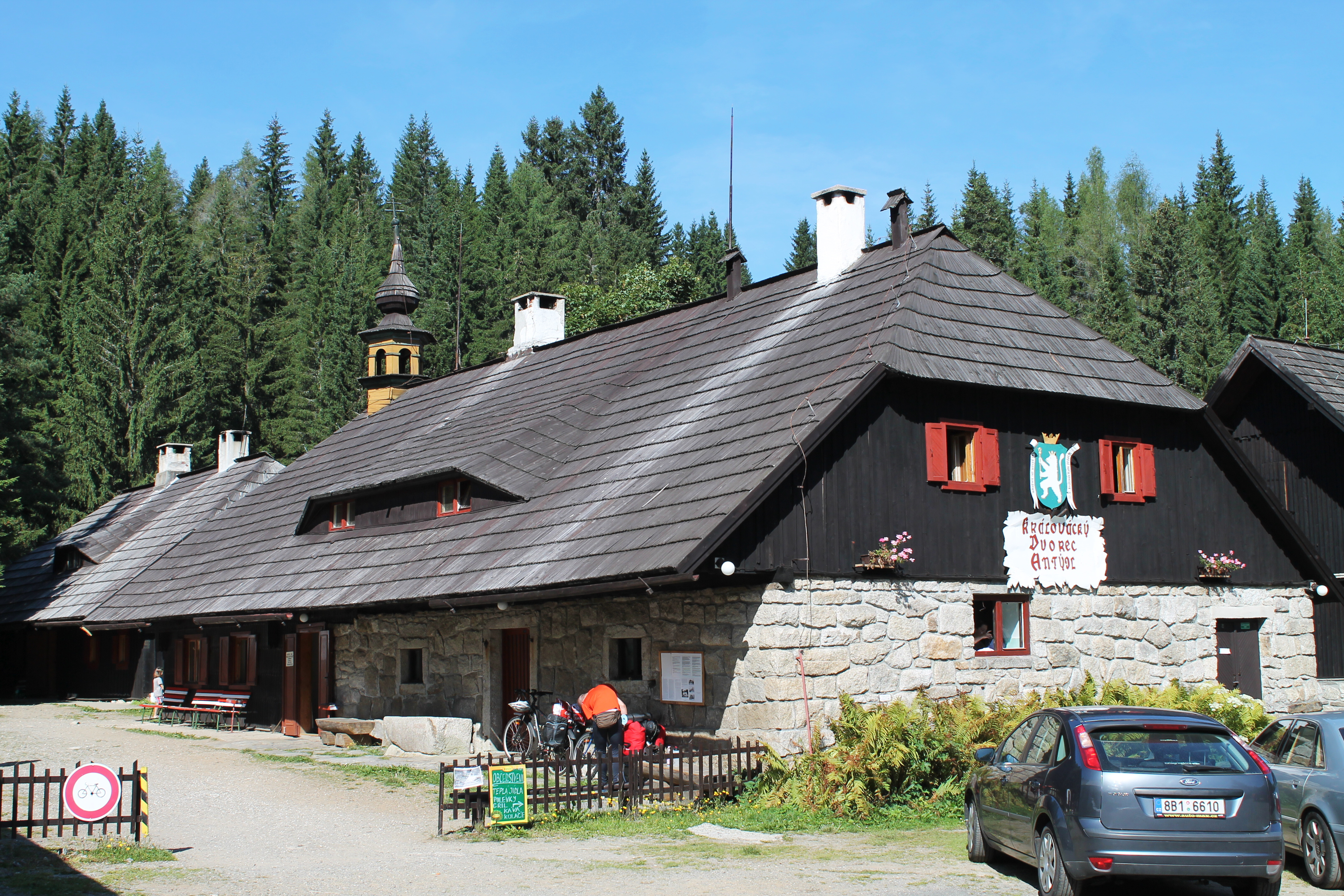
Hlavní stavení čp. 98
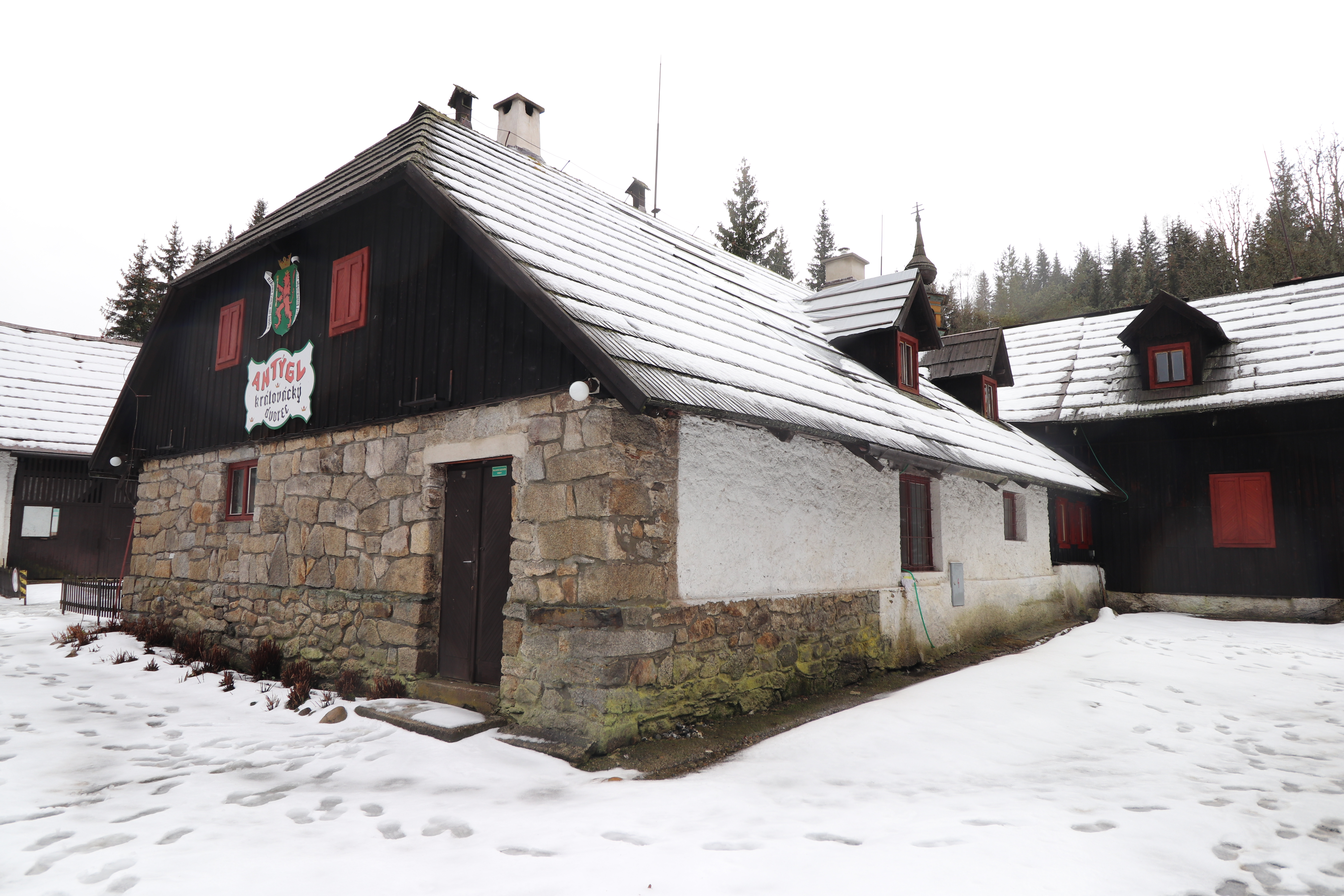
Bývalý chlév domu čp. 98 byl vybudován v první polovině 20. století.
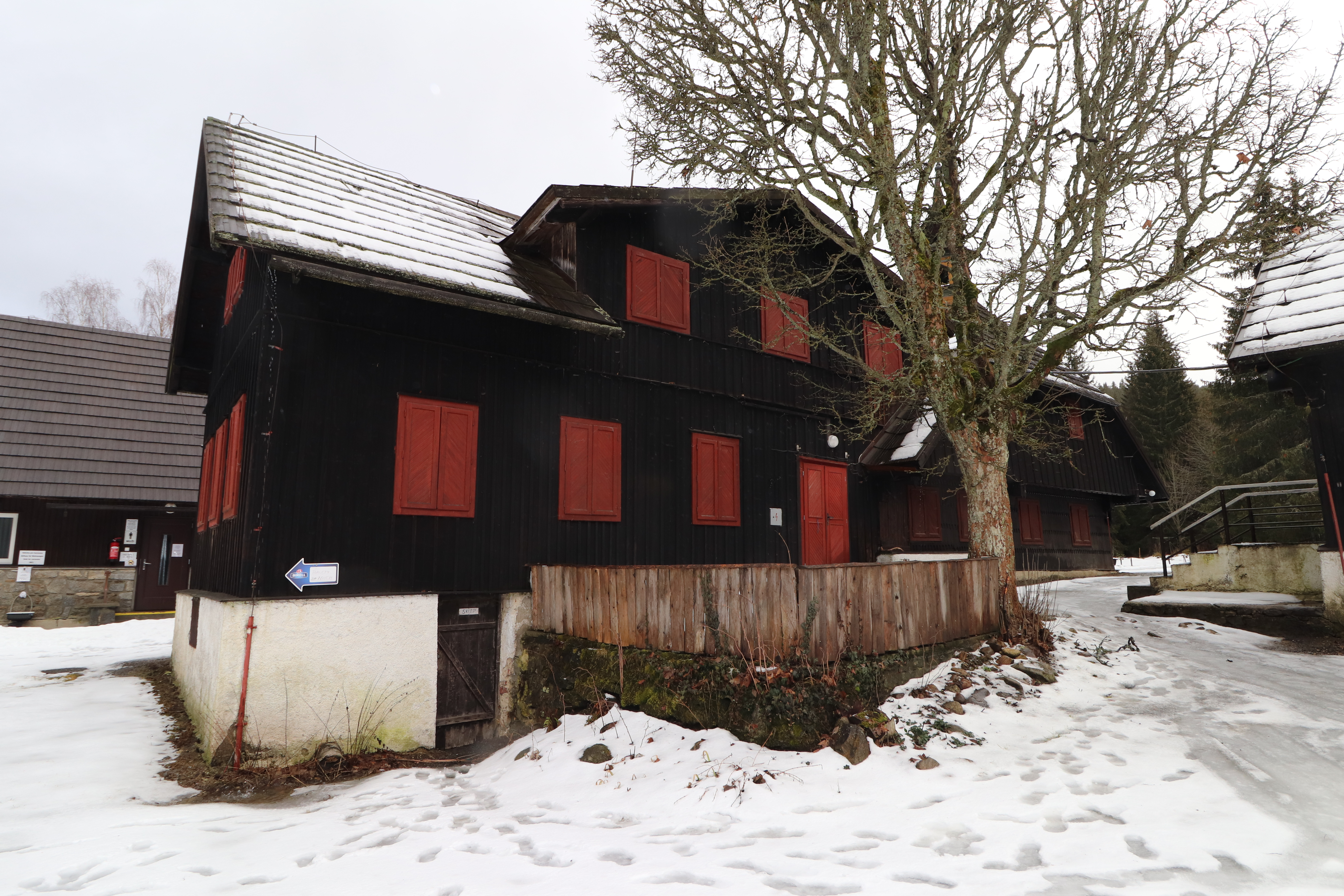
Hostinské křídlo domu čp. 98 je přístavbou z poloviny 20. let 20. století.
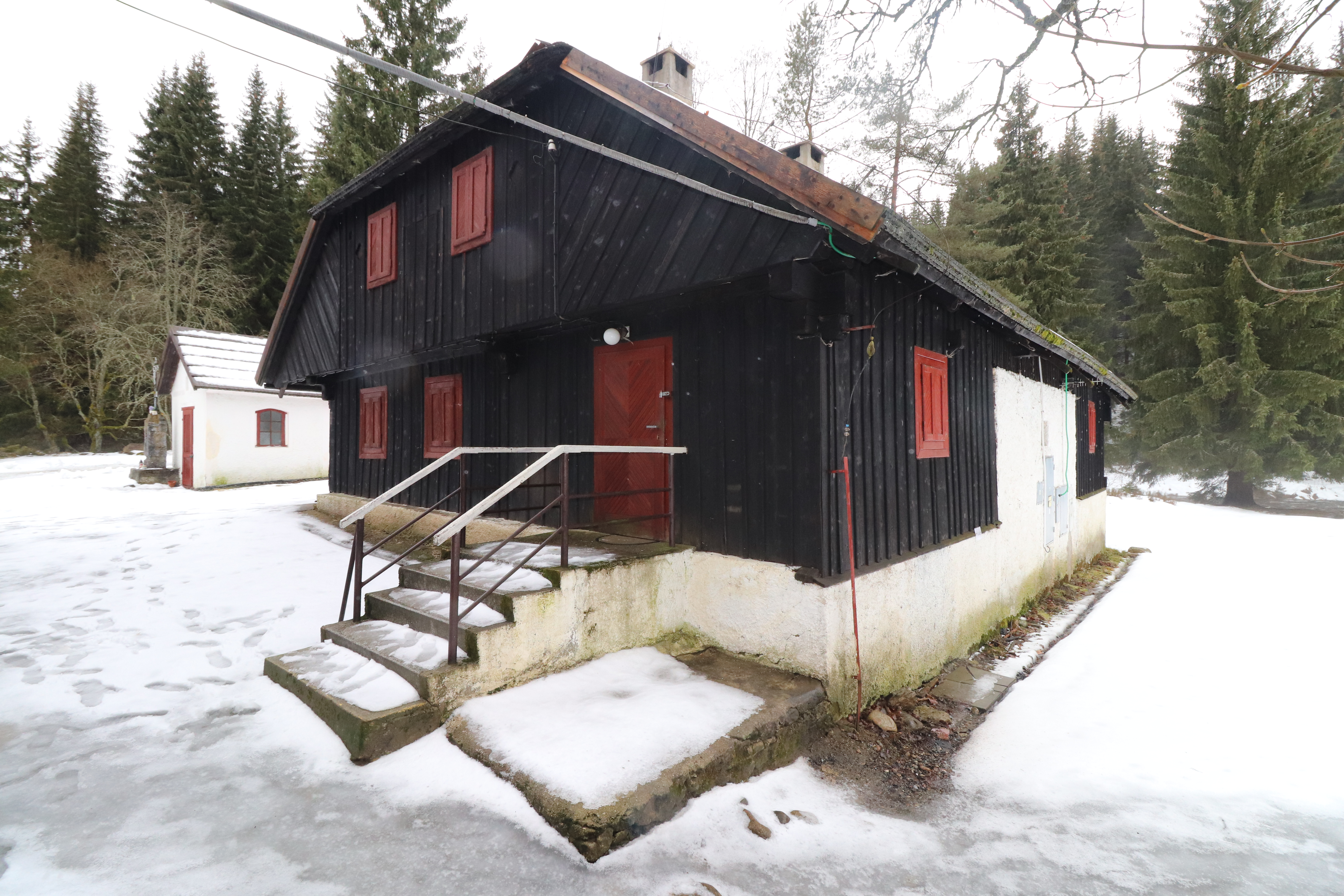
Budova čp. 97 s vchodem do prodejny.
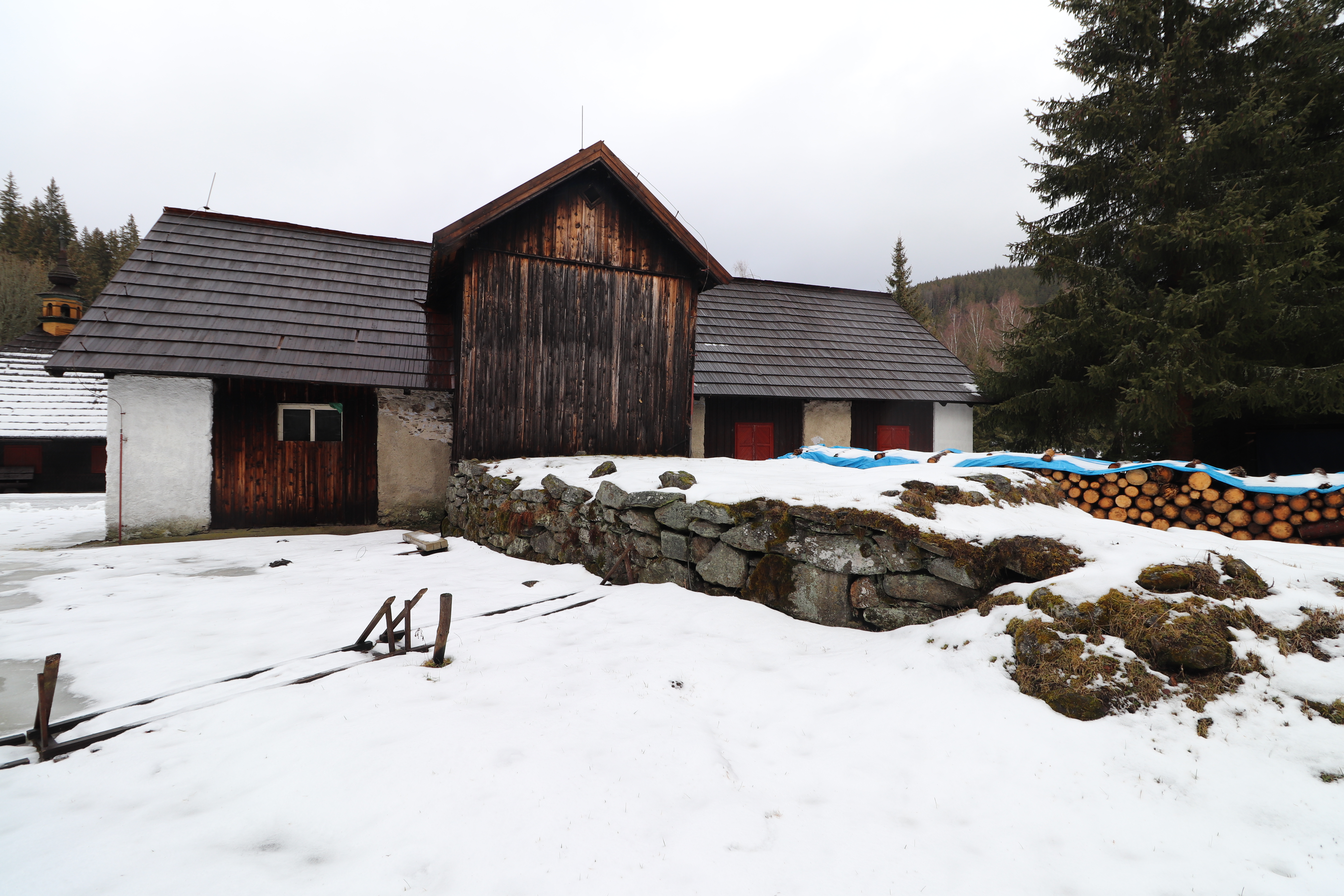
Jižní fasáda stodoly-
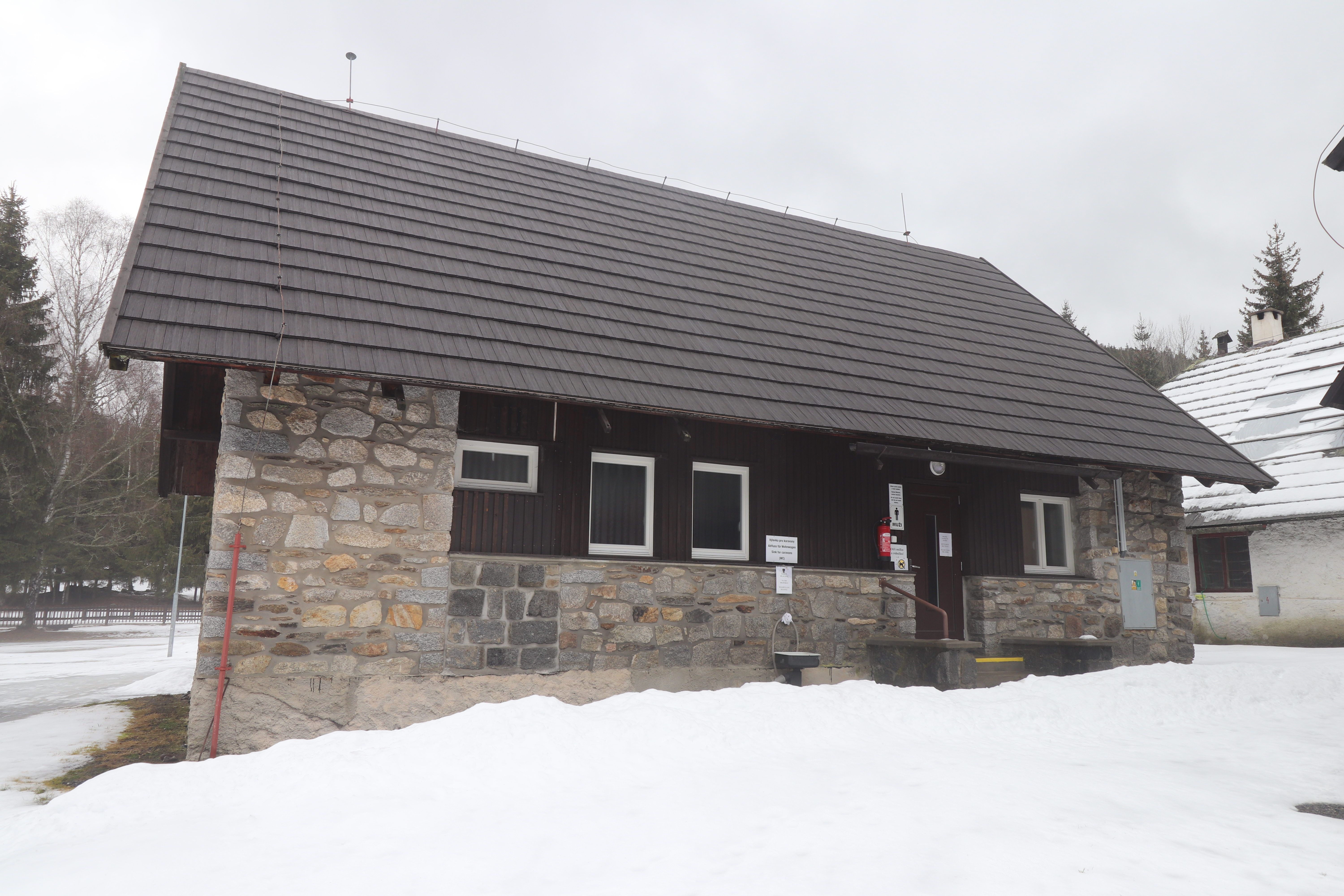
Novostavba sociálního zázemí z roku 1979.